# Villa Rodocanacchi (via Calzabigi)
Villa Rodocanacchi o Villa Pia Castelfranchi (come fu chiamata successivamente) è una villa di Livorno ubicata tra via Calzabigi e via Borsi, nei pressi di Villa Maria.

## Storia
Intorno alla metà dell'Ottocento, i Rodocanacchi, famiglia d'origine greca al cui nome è legata un'altra grande dimora livornese (si veda Villa Rodocanacchi), fecero costruire una casa colonica alla periferia della città.
Nel 1888 la casa venne trasformata in una villa e passò a Paolo Rodocanacchi, figlio di Pietro.
Nel 1904 l'immobile divenne proprietà di Alfredo Paoletti, che ampliò il fabbricato, composto inizialmente da 26 locali, aggiungendo altri ambienti, fino a raggiungere il numero complessivo di 35 stanze.
Dopo altri passaggi, la villa fu acquistata dalla famiglia Chayes (1919), appartenente alla comunità ebraica di Livorno, e dal 1924 fu abitata da Piero Modigliani, erede di uno dei fondatori della più grande vetreria di Livorno, in seguito nota come Borma (dismessa sul finire del Novecento).
Nel 1952 fu acquistata dal celebre avvocato Ugo Bassano, anch'egli appartenente alla comunità israelita, per poi passare ai due figli Paolo e Guido Bassano.

## Descrizione
La villa ha una pianta rettangolare, con una facciata in stile neoclassico, ornata, lungo la via Calzabigi, da un pronao tuscanico sormontato da una terrazza.
Il piano terreno è trattato con un falso bugnato che inquadra anche le porte e le finestre. Ai due piani superiori si aprono un gran numero di finestre; quelle del piano nobile presentano dimensioni maggiori e sono delimitate da semplici cornici, mentre, all'ultimo piano, un finestrone allungato denuncia la probabile presenza di un balcone, oggi scomparso.